# Kłodzko Zagórze
Kłodzko Zagórze – przystanek kolejowy, a dawniej stacja kolejowa w Kłodzku w województwie dolnośląskim.

## Ruch pasażerski
| Rok  | Wymiana pasażerska na dobę |
| ---- | -------------------------- |
| 2017 | 20-49                      |
| 2022 | 0-9                        |

## Lokalizacja
Stacja kolejowa położona na linii kolejowej nr 309 z Kłodzka do Kudowy-Zdroju. Znajduje się w dzielnicy Zagórze, na niezelektryfikowanej trasie o znaczeniu lokalnym.

## Historia
W latach 70. XIX w. doprowadzono do Kłodzka linie kolejowe z Wrocławia, a następnie z Wałbrzycha. Później przystąpiono do planowania nowych odcinków, mających połączyć stolicę regionu z kurortami położonymi na zachodzie ówczesnego powiatu kłodzkiego. Pierwszy odcinek do Szczytnej wybudowano w latach 1886-1890. W tym czasie zdecydowano się postawić na terenie wsi Stary Wielisław dwie stacje kolejowe. Jedną z nich była stacja Stary Wielisław Dolny (Nieder Altwilmsdorf). Cieszyła się ona szczególnym powodzeniem wśród turystów, którzy uczynili z niej główny punkt wyjścia wycieczek na Czerwoniak i do Krosnowic. Stacja została uruchomiona  15 grudnia 1890 r. W następnych latach była kilkakrotnie modernizowana. Posiadała budynek stacyjny, nastawnie, magazyn towarowy, rampę załadunkową oraz wagę. W budynku stacyjnym znajdowały się: poczekalnia i kasa dla obsługi podróżnych.
Po II wojnie światowej i przejęciu ziemi kłodzkiej przez Polskę przemianowano stację na Wielisław Dolny, a następnie na Stary Wielisław Dolny. Po przyłączeniu fragmentu wsi w granice administracyjne Kłodzka w 1950 r. zmieniono nazwę stacji  na Kłodzko Zagórze.

## Galeria

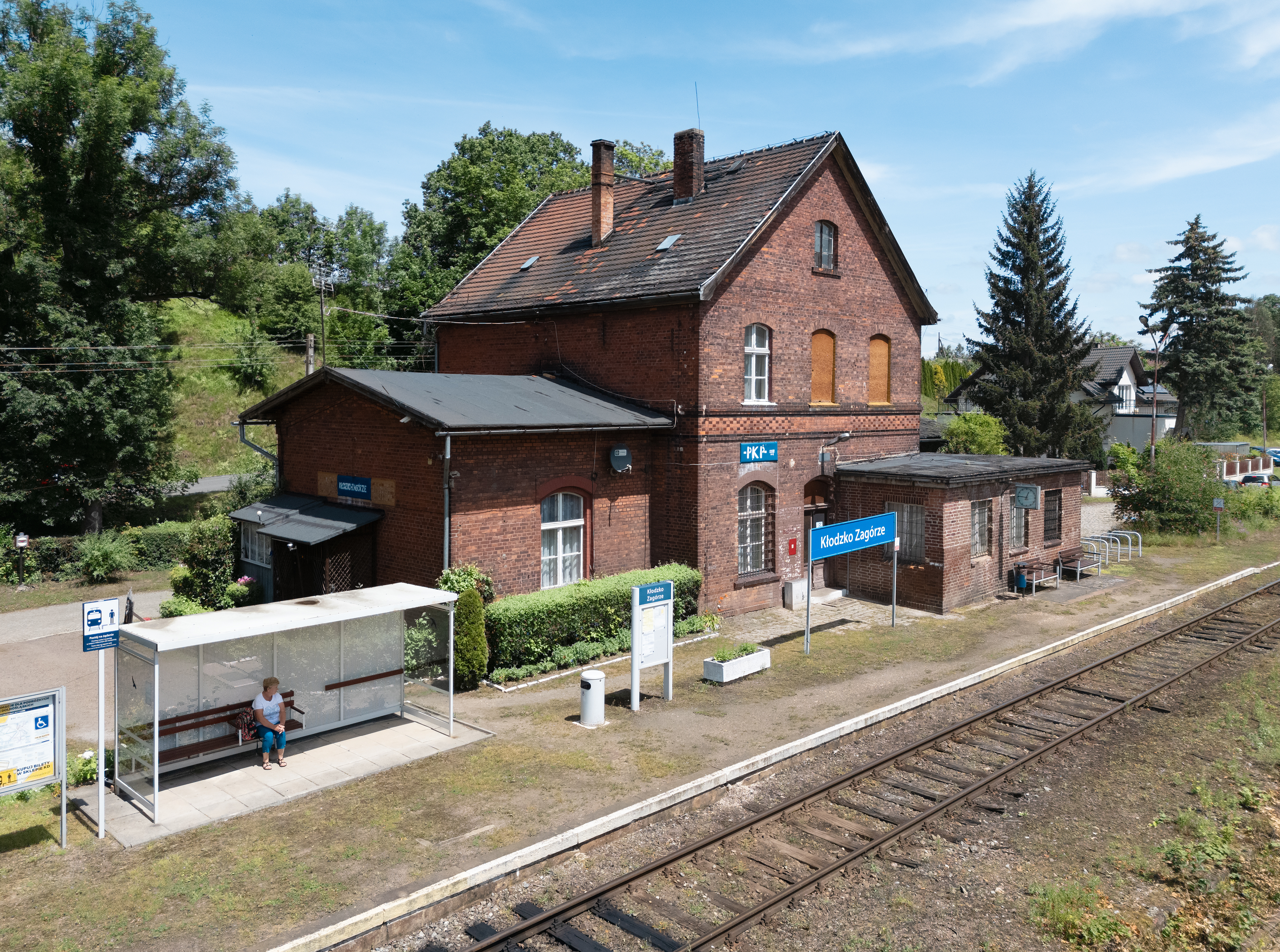
Budynek wraz z wiatą dla podróżnych
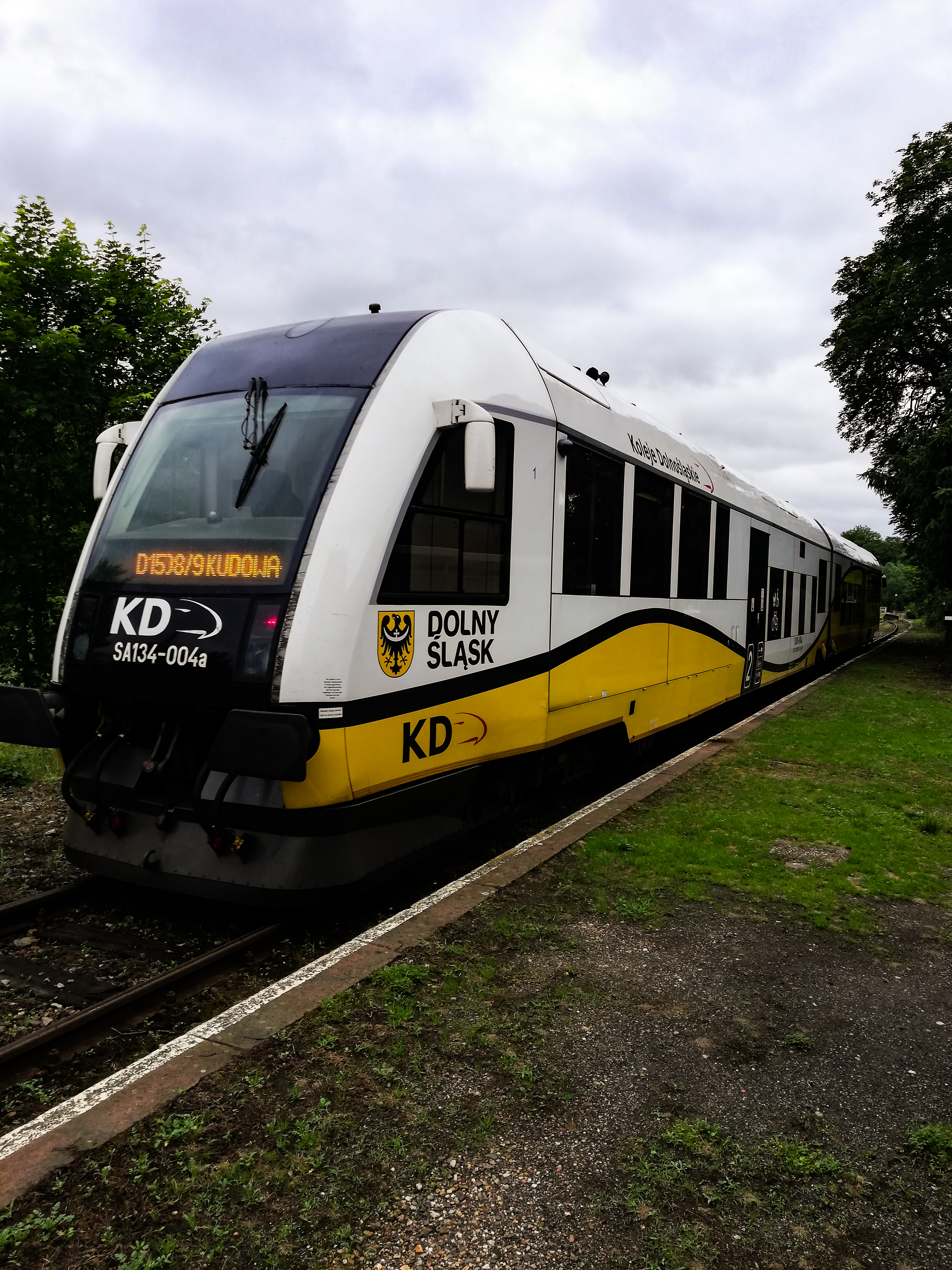
Pesa SA134-004a na stacji Kłodzko Zagórze
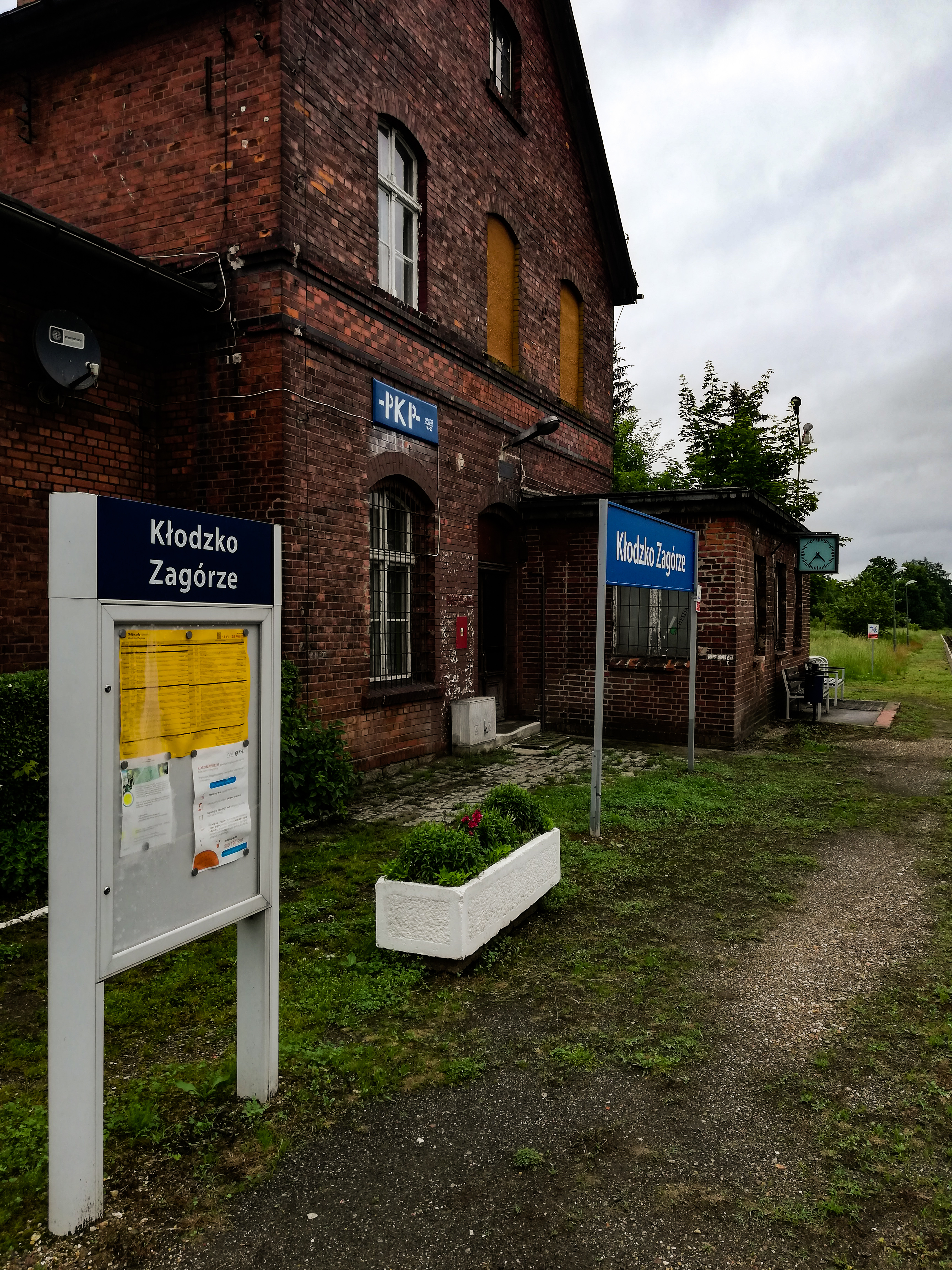
Budynek wraz z tablicą rozkładu jazdy
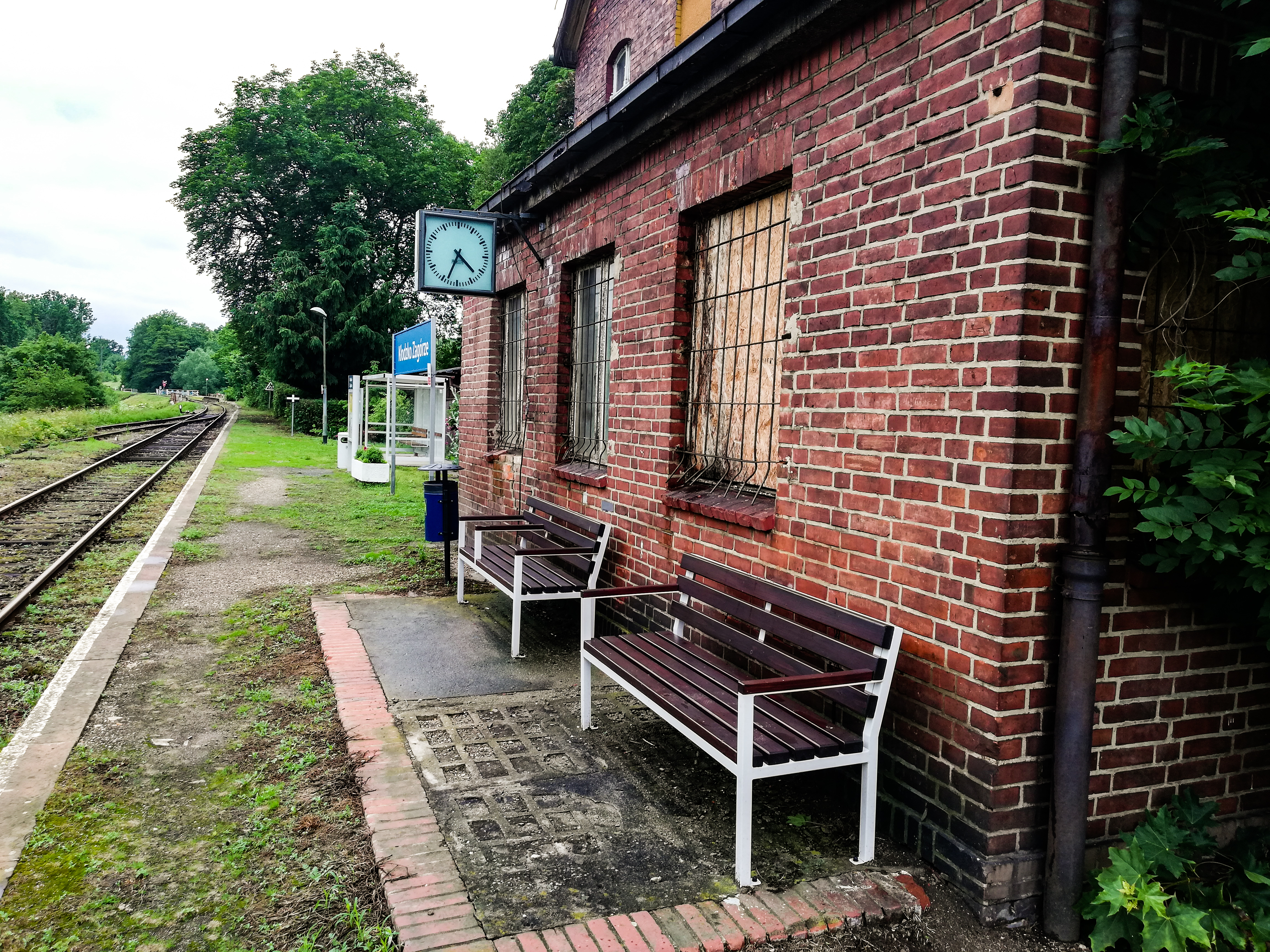
Widok na peron stacji